# Derek Vaughan
Derek Vaughan (Merthyr Tydfil, 2 maggio 1961) è un politico britannico del Partito Laburista e europarlamentare dal 2009 al 2019.

## Biografia

### Carriera sindacale
Vaughan è nato in Galles, nella comunità di Merthyr Tydfil. Ha studiato storia e politica all'Università di Swansea e poi diventato attivo nel sindacato Transport and General Workers Union che nel 2007 è diventato Unite the Union.
Derek Vaughan è stato eletto nel 1995 consigliere di contea di Neath Port Talbot, nel Galles meridionale. Successivamente è diventato leader del gruppo laburista in consulenza, poi presidente del consiglio nel 2004. Ha anche guidato l'Associazione degli enti locali gallesi dal 2005 al 2008.

### Carriera al Parlamento europeo
Durante le elezioni europee del 2009, Derek Vaughan ha guidato la lista dei Laburisti, che è arrivata seconda con il 20,3% dei voti dietro la lista dei Conservatori, è quindi diventato l'unico deputato del Partito Laburista gallese. È stato poi rieletto nel 2014, arrivando questa volta in testa, con il 28,15% dei voti prima della lista euroscettica dell'UKIP.
Al Parlamento europeo è membro del Partito Laburista e dell'Alleanza Progressista dei Socialisti e dei Democratici. È inoltre vicepresidente della commissione per il controllo dei bilanci, membro della commissione per lo sviluppo regionale e della delegazione per le relazioni con l'Australia e la Nuova Zelanda. Non si ricandida nel 2019.